# Ctenopoma nigropannosum
Ctenopoma nigropannosum — тропічний прісноводний вид лабіринтових риб з родини анабасових (Anabantidae).
Зразки цих риб були виявлені серед колекції, зібраної німецькою іхтіологічною експедицією на узбережжі Лоанго в Габоні. Типові зразки зберігаються в Берлінському музеї природознавства.
Існують певні проблеми з ідентифікацією Ctenopoma nigropannosum. З одного боку, вона зустрічається в літературі під назвою Ctenopoma pellegrini або Anabas pellegrini, хоча насправді це інший вид. З іншого боку, назва Ctenopoma nigropannosum часто застосовувалась до риби, правильною назвою якої є Ctenopoma gabonense.

## Опис
Максимальний розмір 155 мм стандартної (без хвостового плавця) і 170 мм загальної довжини. Зовні Ctenopoma nigropannosum дуже схожа з Anabas testudineus. Тіло видовжене, міцне, веретеноподібне, профіль спини трохи вигнутий. Висота тіла становить 20-30 % загальної довжини, найвища його точка малопомітна й знаходиться в місці початку спинного плавця. Хвостове стебло коротке, але дуже чітке, його висота вдвічі перевищує довжину.
Довжина голови становить 25-30 % загальної довжини, морда округла. Діаметр ока становить 20-25 % довжини голови, це трохи більше за довжину морди. Верхня щелепа сягає вертикалі, опущеної з центру ока. Зяброві кришки зазублені, мають глибокий виріз посередині. В просторі між очима є одна пора.
У спинному плавці 17-21 твердий і 9-13 м'яких променів, в анальному 8-10 твердих і 9-13 м'яких променів, у грудних по 12-15 променів, Тверді промені спинного плавця, починаючи з четвертого або п'ятого, приблизно однакової довжини, що становить близько третини довжини голови; найдовші м'які промені завдовжки 60-75 % довжини голови. Хвостовий плавець округлий, має 14 сегментованих променів. Відстань між спинним і хвостовим та анальним і хвостовим плавцями незначна. Черевні плавці не досягають анального.
Бічна лінія переривається. Луски зморшкуваті, ктеноїдні, 29-32 луски в бічному ряді, 15-20 у верхній бічній лінії, 6-16 у нижній бічній лінії, 7-9 нижче. 30-31 хребець.
Забарвлення дорослих риб темне, коричнювато-сіре або цілковито сіре, черево світліше. Молодь розміром до 40 мм стандартної довжини має до дев'яти слабких чорних смуг на боках, кожна шириною в один ряд лусок. 3-4 з цих смуг на хвостовому стеблі зливаються в одну видовжену смугу, яка є характерною деталлю забарвлення молодих риб; з віком вона щезає. Мембрани у вирізі зябрових кришок чорного кольору. Черевні плавці безбарвні.
Самців та самок чітко можна розрізнити лише за наявністю в перших так званих «шипованих полів» (колючих латок у формі півмісяця із настовбурчених лусок).
Ctenopoma nigropannosum і Ctenopoma pellegrini близькі за багатьма ознаками, їх важко розрізнити. Перша має більш худе на вигляд і стиснуте з боків тіло, гостру морду.

## Поширення
Ctenopoma nigropannosum зустрічається в центральній частині басейну річки Конго, а також у річках Нижньої Гвінеї — Чилоанго, Куїлу (фр. Kouilou), Нгонго-Нумбі (фр. Ngongo-Noumbi), Огове.
Вид є звичайним на більшій частині басейну Конго. Стан його збереження оцінюється як такий, що викликає найменше занепокоєння.
Дика популяція Ctenopoma nigropannosum була виявлена в американському штаті Флорида (повідомлення 1973 року), але згодом зникла. Вона утворилася через випадкове потрапляння риб у природу з акваріумів. Причиною зникнення вважають низьку зимову температуру води в регіоні з помірним кліматом.

## Спосіб життя
Це бентопелагічний вид риб. Здатність дихати атмосферним повітрям робить Ctenopoma nigropannosum дуже стійкою до умов з низьким вмістом кисню. Зустрічається в річках, натомість у лісових струмках, на болотах та в озерах не була виявлена. Температура води 24-27 °C.

## Утримання в акваріумі
Ctenopoma nigropannosum неодноразово завозилась до акваріумів, але через свої розміри та невиразне забарвлення не набула популярності. В неволі вона викликає інтерес лише серед науковців, найчастіше її тримають в оглядових акваріумах зоопарків. Вид дуже агресивний, абсолютно не терпить присутності інших риб. Акваріум має бути тісно накритий кришкою, щоб ктенопоми не вистрибнули з нього.